# Геометрія велосипедів і мотоциклів

Параметри геометрії велосипеда: колісна база, кут нахилу осі керма, виніс і виліт

Геометрія велосипеда та мотоцикла — це сукупність ключових вимірів (довжин та кутів), які визначають певну конфігурацію велосипеда/мотоцикла. Основними серед них є колісна база, кут нахилу осі керма, виніс (або рейк або кастор) та виліт (трейл). Ці параметри мають великий вплив на те, як керується велосипед чи мотоцикл.

## Колісна база
Колісна база — це горизонтальна відстань між центрами (або точками контакту із землею) переднього та заднього коліс. Колісна база — це функція довжини задньої рами, кута нахилу осі керма та зміщення вилки. Це схоже на термін колісна база, що використовується для автомобілів та поїздів.
Колісна база має великий вплив на поздовжню стійкість велосипеда/мотоцикла, а також на висоту комбінованого центру мас велосипеда/мотоцикла та вершника. Короткі велосипеди/мотоцикли набагато більше підходять для виконання віллі і стоппі .

## Кут нахилу рульової осі

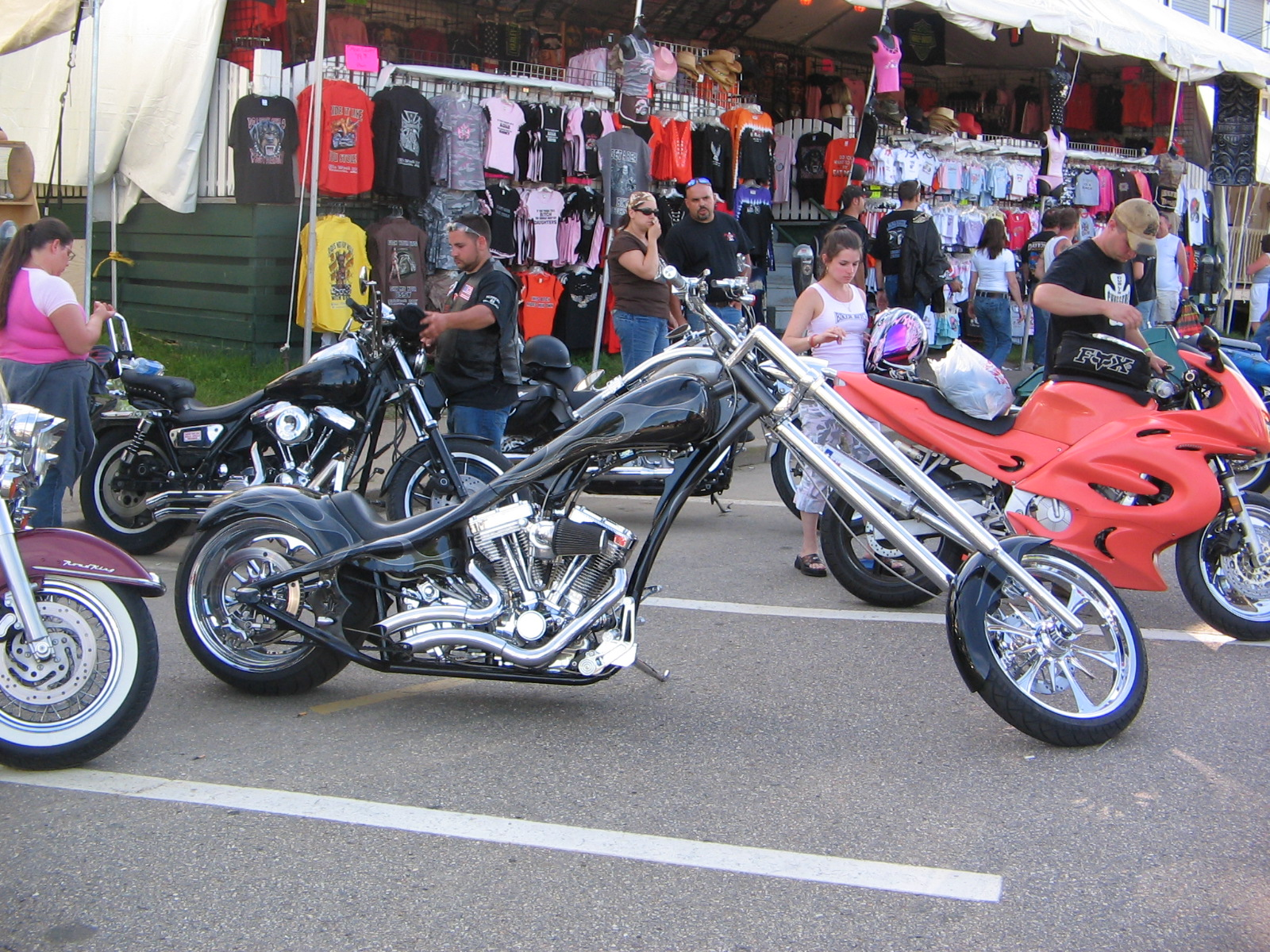
Приклад чопера з незвично великим кутом виносу

Кут нахилу рульової осі, який також називають кутом виносу або кутом кастору — це кут, який вісь керма робить по горизонталі чи вертикалі, залежно від домовленості. Рульова вісь — це вісь, навколо якої крутяться рульовий механізм (вилка, руль, переднє колесо тощо). Кут осі рульового управління зазвичай відповідає куту головної труби .

### Кут нахилу головної труби велосипеда
У велосипедах кут осі рульового управління називається кутом нахилу головної труби і вимірюється від горизонталі; кут нахилу 90 ° буде вертикальним. Наприклад, Lemond пропонує:
- Filmore 2007 року, призначений для треку, з кутом нахилу головної труби, який змінюється від 72,5° до 74°, залежно від розміру рами
- Tete de Course 2006, призначений для дорожніх гонок, з кутом нахилу головної труби, який коливається від 71,25° до 74°, залежно від розміру рами.

Завдяки підвісці передньої вилки, сучасні гірські велосипеди — на відміну від дорожніх велосипедів — зазвичай мають кути нахилу головної труби, як правило, близько 70°, хоча вони можуть бути низькими аж до 62° (залежно від налаштування геометрії рами).
Принаймні один виробник, Cane Creek, пропонує афтермаркет кермову колонку, що дозволяє змінювати кут нахилу.

### Кут виносу в мотоцикла
У мотоциклах кут нахилу керма називається кутом виносу або просто виносом, рейком або кастором і вимірюється від вертикалі; виніс в 0° є вертикальними. Наприклад, Moto Guzzi пропонує:
- 2007 Breva V 1100 з виносом 25°30' (25,5 градусів)
- 2007 Nevada Classic 750 з виносом 27,5°

## Зміщення вилки
Зміщення вилки — це перпендикулярна відстань від рульової осі до центру переднього колеса.
У велосипедах, зміщення вилки також називається рейком вилки. Дорожні велосипедні вилки мають зміщення 40—50 мм (1,6—2,0 дюйм).
Зміщення може бути реалізоване за допомогою вигину пер вилки, додавання перпендикулярного виступу на їхніх нижніх кінцях, відступу гнізд кріпленнь пер коронки вперед або встановлення вилки у корону під кутом до трубки рульового управління. Розвиток вилок з кривими приписується Джорджу Сінгеру .
У мотоциклах з телескопічними вилками зміщення вилки може бути реалізований або зміщенням в траверсі, або додаванням виносу траверси (зазвичай вимірюється в градусах від 0) до пер під час їх встановлення в траверсу, або поєднання обидвох способів. Інші, менш розповсюджені вилки для мотоциклів, такі трапеції або маятникові вилки, можуть здійснювати зміщення за допомогою зміни довжини ланок.

## Довжина вилки
Довжина вилки вимірюється паралельно рульовій трубі від нижнього підшипника коронки вилки до центру осі колеса.

## Виліт (трейл)

Діаграма, що показує ефект зменшення кута нахилу головної труби або зміщення вилки на виліт (трейл).

Виліт або трейл — це горизонтальна відстань від місця, де переднє колесо торкається землі до місця, де вісь рульового перетину перетинає землю. Вимірювання вважається позитивним, якщо точка контакту із землею переднього колеса знаходиться позаду пересічення осі рульового управління із землею. Більшість велосипедів/мотоциклів мають позитивний виліт хоча деякі, наприклад, двохмасовий скейт-велосипед та Python Lowracer, мають негативний виліт.
Виліт часто називають найважливішим фактором характеристик керованості велосипедом/мотоциклом, а іноді вказують у геометричних характеристиках, хоча Вілсон та Паподопулос стверджують, що механічний виліт може бути важливішою та інформативнішою змінною, хоча вони обидва описують майже одне й те саме.
Виліт — це функція кута осі керма, зміщення вилки та розміру колеса. Їх взаємозв'язок можна описати за такою формулою:
{\displaystyle {\text{Виліт}}_{\text{велосипед}}={\frac {R_{w}\cos(A_{h})-O_{f}}{\sin(A_{h})}}}та {\displaystyle {\text{Виліт}}_{\text{мотоцикл}}={\frac {R_{w}\sin(A_{r})-O_{f}}{\cos(A_{r})}}}
де {\displaystyle R_{w}}це радіус колеса, {\displaystyle A_{h}}- кут нахилу головної труби велосипеда від горизонталі, {\displaystyle A_{r}} кут виносу вилки мотоцикла виміряний від вертикалі, і {\displaystyle O_{f}}- це є зміщення вилки. Виліт може бути збільшений збільшенням розміру колеса, зменшенням або ослабленням куту виносу, або зменшенням зміщення вилки. Виліт зменшується зі збільшенням виносу (стає крутішим), зі збільшенням зміщення вилки, або зі зменшенням діаметру колеса.
Мотоциклісти, як правило, говорять про виліт по відношенню до кута виносу . Чим більший кут виносу, тим більший виліт. Зауважте, що на велосипеді із збільшенням кута виносу кут нахилу головної труби зменшується.
Виліт може змінюватись, коли велосипед/мотоцикл нахиляється або під час рулювання. У випадку традиційної геометрії виліт зменшується (а колісна база збільшується, якщо вимірювати відстань між точками контакту із землею, а не ступицями), коли велосипед/мотоцикл нахиляється та спрямовується у напрямку нахилу. Виліт також може змінюватись, під час роботи підвіски, наприклад, у відповідь на гальмування. Коли телескопічні вилки стискаються через перенесення навантаження під час гальмування, виліт та колісна база зменшуються. Принаймні один мотоцикл, MotoCzysz C1, має вилку з регульованим вильотом, від 89 мм до 101 мм.

## Механічна виліт
Механічний виліт — це перпендикулярна відстань між віссю рульового управління та точкою дотику переднього колеса та землі. Це також може називатися нормальним вильотом. У кожному випадку його значення дорівнює чисельнику у виразі для вильоту.
{\displaystyle {\text{МеханічнийВиліт}}_{\text{велосипед}}=R_{w}\cos(A_{h})-O_{f}}, та
{\displaystyle {\text{МеханічнийВиліт}}_{\text{мотоцикл}}=R_{w}\sin(A_{r})-O_{f}}
Хоча наукове розуміння рульового керування велосипедом залишається незавершеним, механічний виліт, безумовно, є однією з найважливіших змінних при визначенні характеристик керування велосипедом. Відповідно до нульовий виліт може дати деякі переваги:
- усувається вплив положення центру тиску сил вітру, що йдуть збоку
- усувається ефект флопу колеса (див. нижче)

Кваліфіковані та пильні гонщики можуть мати більше контролю траєкторії, якщо механічний виліт нижчий, тоді як, як відомо, вищий виліт полегшує їзду на велосипеді «без рук» і, таким чином, є більш суб'єктивно стабільним.

## Флоп колеса
Флоп колеса відноситься до поведінки керування, коли велосипед чи мотоцикл мають тенденцію до повороту більше, ніж очікувалося, через «перекидання» переднього колеса при обертанні керма. Флоп колеса викликається опусканням переду велосипеда або мотоцикла, оскільки рульове колесо повертається в сторону від положення «прямо вперед». Це явище пониження відбувається за наступним рівнянням:
{\displaystyle f=b\sin \vartheta \cos \vartheta }
де:
{\displaystyle f} = «фактор колісного флопу» відстань на яку понижується центр осі переднього колеса коли руль повертається з положення «прямо вперед» до положення 90 градусів від «прямо вперед»
{\displaystyle b} = виліт
{\displaystyle \vartheta } = кут виносу
Оскільки флоп колеса передбачає опускання переду велосипеда чи мотоцикла, сила внаслідок гравітації, як правило, буде спричиняти продовження обертання керма зі збільшенням швидкості обертання та без додаткового впливу гонщика на кермо. Як тільки кермо повернуте, вершнику потрібно застосувати крутний момент до керма, щоб повернути його у положення прямого руху вперед та повернути перед велосипеда чи мотоцикла до початкової висоти. Інерційність обертання переднього колеса зменшить ступінь серйозності флопу колеса, оскільки це призводить до потреби протилежного крутного моменту бути ініційованим або прискорити зміну напрямку переднього колеса.
Згідно з наведеним вище рівнянням, збільшення вильоту та/або зменшення кута виносу призведе до збільшення коефіцієнта флопу колеса на велосипеді чи мотоциклі, що збільшить крутний момент, необхідний для повернення керма до положення прямо вперед та підвищить схильність транспортного засобу раптом повернути всторону. Крім того, збільшення ваги на переднє колесо транспортного засобу, або за рахунок збільшення маси транспортного засобу, наїзника та вантажу, або шляхом зміни вагового співвідношення для зміщення центру маси вперед, збільшить ступінь тяжкості ефекту флопу колеса. Збільшення інерції обертання переднього колеса за рахунок збільшення швидкості руху транспортного засобу та швидкості обертання колеса, як правило, протидіє ефекту флопу колеса.
Певна кількість флопу, як правило, вважається бажаною. У журналі Bicycle Quarterly автор Ян Гейне писав: "Велосипед із занадто маленьким флопом колеса буде млявим у реакції на керування. Велосипед із занадто великим флопом колеса, як правило, відхиляється від своєї лінії на низькій та середній швидкості.

## Модифікації
Вилки можуть бути змінені або замінені, тим самим змінивши геометрію велосипеда чи мотоцикла.

### Зміна довжини вилки
Збільшення довжини вилки, наприклад, перемикаючись з жорсткої на підвісну, піднімає передню частину велосипеда і, таким чином, зменшує кут нахилу голоної труби. Подовження вилки мало би протилежний вплив на рейку мотоцикла, оскільки виніс вимірюється у зворотному напрямку.
Як правило — 10 mm зміни довжини вилки дає пів градуса зміни куту нахилу рульової осі.

### Зміна зміщення вилки
Збільшення зміщення вилки зменшує виліт, і якщо воно робиться на існуючій вилці, згинанням без подовження ніг, вкорочує вилку.

## Юридичні вимоги
У штаті Північна Дакота (США) фактично встановлені мінімальні та максимальні вимоги до виносу та вильоту для «виробництва, продажу та безпечної експлуатації мотоцикла на автодорогах загального користування».
"4. Усі мотоцикли, крім триколісних мотоциклів, повинні відповідати наступним характеристикам щодо геометрії переднього колеса:
МАКСИМАЛЬНІ: Виніс: 45 градусів; Виліт: 14 дюймів [35,56 сантиметра] позитивний: МІНІМУМ: Виніс: 20 градусів; Виліт: 2 дюйми [5,08 сантиметра] позитивний
Технічні характеристики виробника повинні містити конкретні виніс та виліт для кожного мотоцикла чи класу мотоциклів, а терміни «виніс» та «виліт» повинні визначатися директором правилами, прийнятими відповідно до глави 28–32 ".

## Інші аспекти
Інші аспекти геометрії, такі як ергономіка або використання за призначенням, див. У статті про велосипедну раму. Іншими основними геометричними параметрами для мотоциклів є висота сидіння та відносне розміщення підножок та руля.